# 田越川

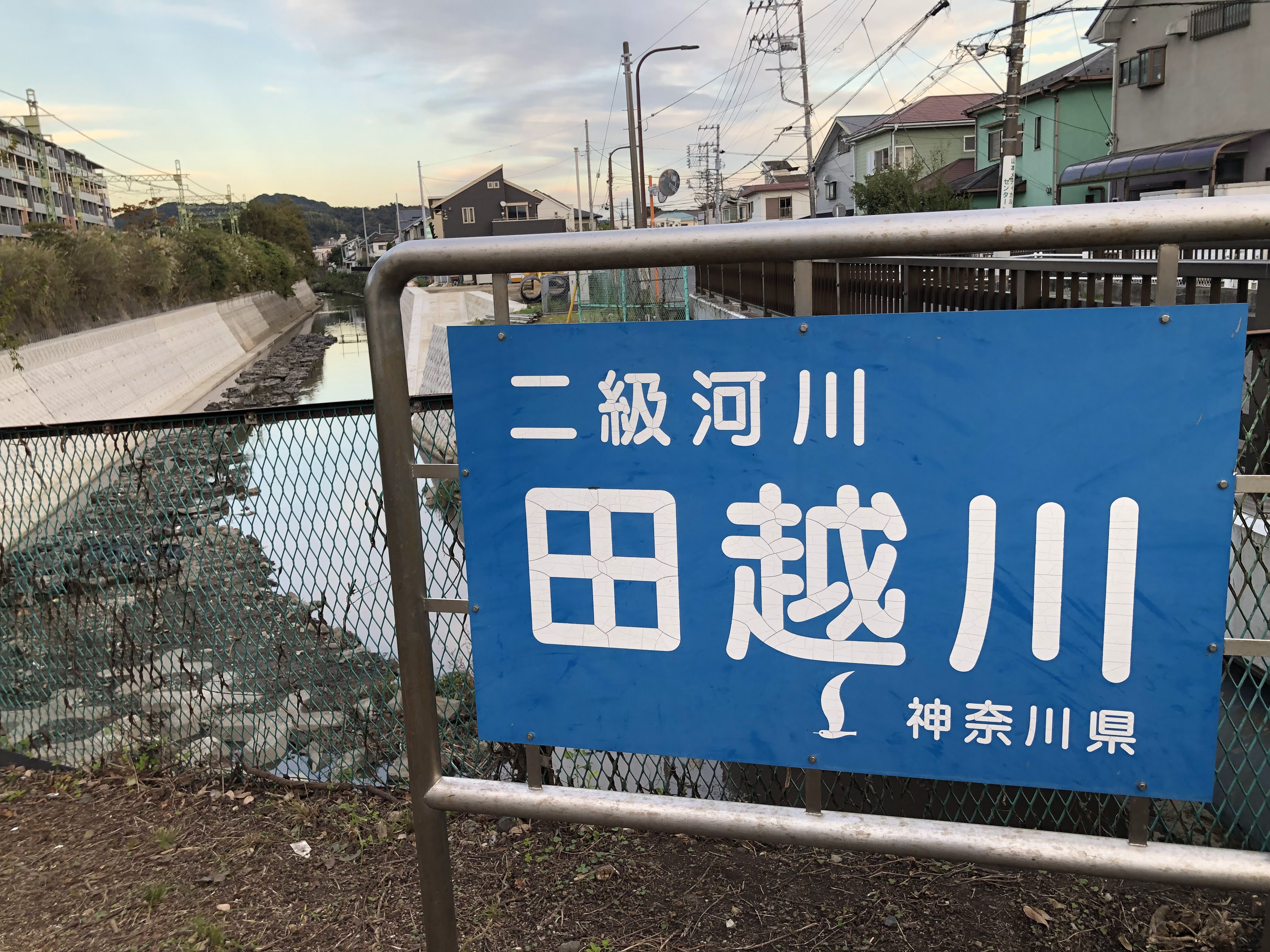
田越川

田越川（たごえがわ）は、逗子市沼間を水源とし、逗子市内を貫流して相模湾に注ぐ、流域面積約 13km²、幹川流路延長約 3.1km の二級河川である。